# Superficie minimal

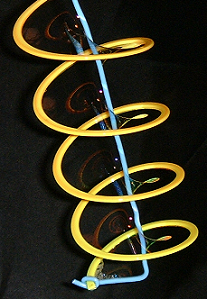
Una superficie minimal formada por una película de jabón en un marco helicoidal

En matemáticas, una superficie minimal o superficie mínima es un elemento bidimensional que localmente minimiza su área. Esto es equivalente a tener una curvatura media nula (véase el apartado de definiciones) .
La expresión «superficie minimal» surgió originalmente para referirse a aquellas superficies que minimizan el área total de un conjunto de superficies que cumplen una serie de condiciones de contorno. Modelos físicos de superficies que minimizan un área pueden visualizarse introduciendo un bastidor de alambre en una solución de jabón, formándose entonces una película de jabón, formándose una superficie minimal cuya frontera es el bastidor de alambre. El término también es utilizado para superficies más generales que pueden cruzarse a sí mismas, o no tener constreñimientos. Para una condición de contorno dada pueden existir varias superficies minimales con áreas diferentes (por ejemplo, las superficies minimales de revolución): las definiciones estándar solo caracterizan mínimos locales óptimos, no mínimos globales óptimos.

## Definiciones

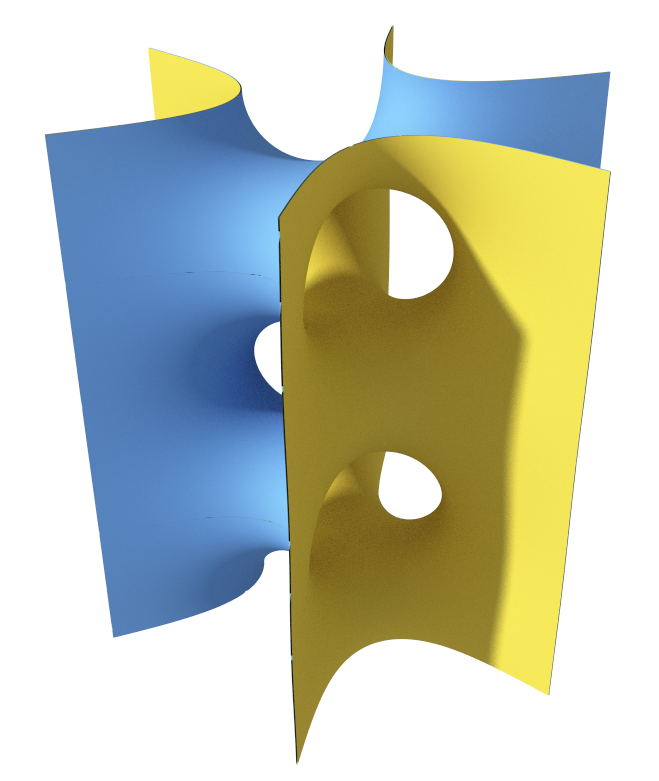
Superficie minimal de la Torre de una silla de montar. Mientras que cualquier cambio pequeño de la superficie aumenta su área, pueden existir otras superficies con la misma frontera pero con área total más pequeña.

Las superficies minimales pueden ser definidas de varias maneras equivalentes en {\displaystyle \mathbb {R} ^{3}}. El hecho de que son equivalentes sirve para demostrar como la teoría de superficies minimales está situada en el cruce de varias disciplinas matemáticas, especialmente la geometría diferencial, el cálculo de variaciones, la teoría del potencial, el análisis complejo y la física matemática.
Definición de área local minimal: Una superficie {\displaystyle M\subset \mathbb {R} ^{3}} es mínimal si y solo si cada punto {\displaystyle p\in M} tiene un entorno con área minimal en su frontera.
Debe hacerse notar que esta propiedad es local: allí podrían existir otras superficies que minimicen más el área total con la misma frontera global.
Definición por variacional. Una superficie {\displaystyle M\subset \mathbb {R} ^{3}} es minimal si y solo si es un punto crítico del área funcional para todas las variaciones compactamente soportadas.
Esta definición hace de las superficies mínimas un equivalente bidimensional de las curvas geodésicas.
Definición mediante películas de jabón. Una superficie {\displaystyle M\subset \mathbb {R} ^{3}} es minimal si y solo si cada punto {\displaystyle p\in M} tiene un entorno {\displaystyle D_{p}} igual a la película de jabón idealizada única con frontera {\displaystyle \partial D_{p}}.
Por la ecuación de Young–Laplace la curvatura de una película de jabón es proporcional a la diferencia en presión entre sus lados: si es cero, la membrana tiene curvatura media nula. Por ejemplo, las burbujas esféricas no son superficies mínimas por esta definición: mientras minimizan su área total sometidas a un constreñimiento de su volumen interno,  tienen una presión positiva.

Planos de curvatura de superficie minimal. En una superficie minimal la curvatura a lo largo de los planos de curvatura principales es igual y opuesta en cada punto. Esto hace la curvatura media cero.

Definición mediante curvatura media. Una superficie {\displaystyle M} es minimal si y solo si su curvatura media es idénticamente nula.
Una implicación directa de esta definición es que cada punto en la superficie es un punto de ensilladura con curvaturas principales iguales y opuestas.
Definición mediante ecuación diferencial. Una superficie {\displaystyle M} es minimal si y solo si puede ser localmente expresada como el gráfico de una solución de
{\displaystyle (1+u_{x}^{2})u_{yy}-2u_{x}u_{y}u_{xy}+(1+u_{y}^{2})u_{xx}=0}
La ecuación diferencial parcial en esta definición fue originalmente encontrada en 1762 por Lagrange. Jean Baptiste Meusnier descubrió en 1776 que implicaba la anulación de la curvatura media.
Definición mediante energía. Una inmersión conforme {\displaystyle f:M\to \mathbb {R} ^{3}} es minimal si y solo si es un punto crítico de energía de Dirichlet para todas las variaciones compactamente soportadas; o equivalentemente, si cualquier punto {\displaystyle p\in M} tiene una vecindad con menos energía relativa en su frontera.
Esta definición liga las superficies minimales a las funciones armónicas y a la teoría potencial.
Definición mediante función armónica. Si {\displaystyle f=(f_{1},f_{2},f_{3}):M\to \mathbb {R} ^{3}} es una inmersión isométrica de una superficie de Riemann en un espacio tridimensional, entonces {\displaystyle f} es dicho minimal siempre que {\displaystyle f_{i}} sea una función armónica sobre {\displaystyle M} para cada {\displaystyle i}.
Una implicación directa de esta definición y del principio máximo para funciones armónicas es que no hay superficies minimales completas y compactas en {\displaystyle \mathbb {R} ^{3}}.
Definición mediante la aplicación de Gauss. Una superficie {\displaystyle M} es minimal si y solo si su proyección estereográfica de la aplicación de Gauss {\displaystyle g:M\to \mathbb {C} \cup \{\infty \}} es meromorfa con respecto a la estructura de superficie de Riemann subyacente, y {\displaystyle M} no es una sección de una esfera.
Esta definición utiliza que la curvatura media es la mitad de la traza del operador de Weingarten, que está enlazado a las derivadas del mapa de Gauss. Si el mapa de Gauss proyectado satisface las ecuaciones de Cauchy–Riemann entonces cualquier traza desaparece o cada punto de M es umbilical, en cuyo caso es una sección de una esfera.
Definición por flujo de curvatura media. Las superficies minimales son los puntos críticos para el flujo de curvatura medio.
Las definiciones de área minimal local y la variacional dejan extender el concepto de las superficies minimales a otras variedades de Riemann distintas a {\displaystyle \mathbb {R} ^{3}}.

## Historia

Catenoide

La teoría de superficies mínimas se originó con Lagrange, quien en 1762 consideró el problema variacional de encontrar la superficie z = z(x, y) de menor área extendida a través de un contorno cerrado dado. Para ello, derivó la ecuación de Euler–Lagrange para la solución
{\displaystyle {\frac {d}{dx}}\left({\frac {z_{x}}{\sqrt {1+z_{x}^{2}+z_{y}^{2}}}}\right)+{\frac {d}{dy}}\left({\frac {z_{y}}{\sqrt {1+z_{x}^{2}+z_{y}^{2}}}}\right)=0}
No tuvo éxito en encontrar soluciones distintas al plano. En 1776 Jean Baptiste Marie Meusnier descubrió que el helicoide y la catenoide satisfacen la ecuación, y que la expresión diferencial corresponde a dos veces la curvatura media de la superficie, concluyendo que las superficies con curvatura media nula son las que minimizan el área.
Para expandir la ecuación de Lagrange a
{\displaystyle (1+z_{x}^{2})z_{yy}-2z_{x}z_{y}z_{xy}+(1+z_{y}^{2})z_{xx}=0}
Gaspard Monge y Legendre en 1795 dedujeron las fórmulas para representar las superficies solución. Hasta que fueron exitosamente utilizadas por Heinrich Scherk en 1830 para deducir sus superficies, eran generalmente consideradas prácticamente inmanejables. Catalan probó entre 1842 y 1843 que el helicoide es la única superficie minimal reglada. 
El progreso había sido bastante lento hasta el mediados del siglo XIX, cuando el problema de Björling fue resuelto utilizando métodos complejos. La "primera época dorada" de las superficies minimales comenzó con Schwarz encontró la solución del Problema de Plateau para un cuadrilátero regular en 1865 y para un cuadrilátero general en 1867 (permitiendo la construcción de sus familias de superficies periódicas) utilizando métodos complejos. Weierstrass y Enneper desarrollaron fórmulas de representación más útiles,  enlazando firmemente las superficies minimales al análisis complejo y a las funciones armónicas. Otras contribuciones importantes provinieron de Beltrami, Bonnet, Darboux, Lie, Riemann, Serret y Weingarten.
Entre 1925 y 1950 la teoría de superficies minimales revivió, ahora principalmente centrada en superficies mínimas no-paramétricas. La solución completa del problema de Plateau por Jesse Douglas y Tibor Radó fue un hito importante. El problema de Bernstein y el trabajo de Robert Osserman en superficies minimales completas de curvatura total finita fueron también importantes.
Otro resurgimiento empezó en la década de 1980. Una causa fue el descubrimiento en 1982 por Celso Costa de una superficie que refutaba la conjetura de que el plano, la catenoide, y el helicoide son las únicas superficies minimales completas embebidas en {\displaystyle \mathbb {R} ^{3}} de tipo topológico finito. Esto no solo estimuló de nuevo el trabajo utilizando los antiguos métodos paramétricos, sino que también demostró la importancia de los gráficos de ordenador para visualizar el estudió de superficies y la utilidad de los métodos numéricos para solucionar el "problema de periodo" (cuándo se utiliza el método de superficies conjugadas para determinar los sectores de superficie que pueden ser unidos en una superficie simétrica mayor, se necesitan parámetros seguros numéricamente emparejados para producir una superficie embebida). Otra causa era la verificación por H. Karcher de que las superficies minimales triple-periódicas originalmente descritas empíricamente por Alan Schoen en 1970 de hecho existen. Esto ha hecho surgir una rica variedad de familias de superficies y métodos de deducir superficies nuevas de las antiguas, por ejemplo por añadiéndoles "asas" o distorsionándolas.
Actualmente la teoría de superficies minimales se ha diversificado a otros ambientes geométricos, adquiriendo importancia en la física matemática (por ejemplo en la conjetura de masa positiva, o en la conjetura de Penrose) y en la geometría de tres variedades (por ejemplo, en la conjetura de Smith, en la conjetura de Poincaré, y en la conjetura de geometrización de Thurston).

## Ejemplos
Los ejemplos clásicos de superficies minimales incluyen:
- El plano, que se trata de un caso trivial.
- El catenoide, la superficie minimal generada mediante una rotación de una catenaria alrededor de su directriz.
- El helicoide, la superficie barrida por una línea rotando perpendicularmente con velocidad uniforme alrededor de un eje y simultáneamente moviéndose a lo largo del eje con velocidad uniforme.

Algunas superficies de la «época dorada» del siglo XIX incluyen:
- Superficies minimales de Schwarz. Superficies triplemente periódicas que rellenan {\displaystyle \mathbb {R} ^{3}}.
- Superficie minimal de Riemann. Una superficie periódica descrita póstumamente.
- Superficie de Enneper.
- Superficie de Henneberg. La primera superficie mínimal no orientable.
- Superficie minimal de Bour.

Las superficies modernas incluyen:
- El giroide: una de las superficies que Schoen descubrió en 1970, triple periódica de interés particular para la estructura de los cristales líquidos.
- Torre de sillas: familia de superficies generalizadas de la segunda superficie de Scherk.
- Superficie de Costa. Hasta su descubrimiento se tenía por conjetura que el plano, el helicoide y la catenoide eran las únicas superficies mínimas embebidas que podían formarse perforando una superficie compacta; la superficie de Costa es un contraejemplo, pues es una superficie minimal que puede generarse a partir de un toro tres veces perforado. Descrita en 1982 por Celso Costa y más tarde visualizada por Jim Hoffman. Más tarde la definición fue extendida para producir una familia de superficies con simetrías rotacionales diferentes.
- Superficies de Chen–Gackstatter. una familia de superficies, las cuales son construidas añadiendo "asas" a la superficie de Enneper.
- Superficie minimal de Richmond.

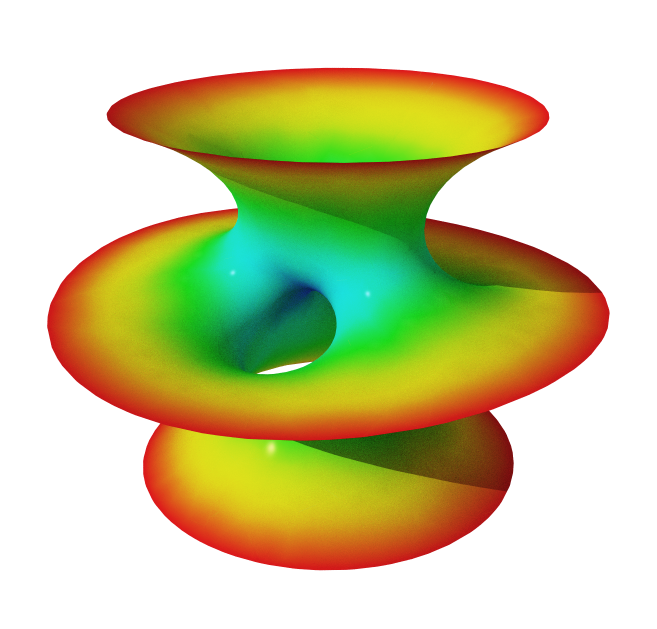
Superficie de Costa.
- Superficie de Bour.
Gyroid
Segunda superficie de Scherk.
Una superficie de Chen-Gackstatter.
- Una superficie minimal de Richmond.

## Generalizaciones y enlaces con otros campos
Las superficies mínimas pueden ser definidas en otras variedades distintas a {\displaystyle \mathbb {R} ^{3}}, como el espacio hiperbólico, espacios n-dimensionales o variedades Riemannianas.
La definición de superficies mínimas puede ser generalizada/extendida para cubrir superficies de curvatura media constante: superficies con una curvatura media constante, que no necesitan ser iguales a cero.
En geometría diferencial discreta  se estudian las superficies mínimas discretas: complejos simpliciales de triángulos que minimizan su área bajo perturbaciones pequeñas de sus posiciones de vértice. Tales discretizaciones son a menudo utilizadas para aproximar superficies mínimas numéricamente, incluso si ninguna expresión de la forma no cerrada es conocida.
El movimiento browniano en una superficie minimal permite realizar pruebas probabilistas de varios teoremas en superficies mínimas.
Las superficies mínimas se han convertido en un área de intenso estudio científico, especialmente en las áreas de la ingeniería molecular y la ciencia de materiales, debido a sus innovadoras aplicaciones en el autoensamblaje de materiales complejos.
Las superficies mínimas juegan un papel en la relatividad general. El horizonte aparente (la superficie exterior marginalmente atrapada) es una hipersuperficie minimal, enlazando la teoría de los agujeros negros con las superficies mínimas y el Problema de Plateau.
Las superficies mínimas son parte de las herramientas de diseño utilizadas por los diseñadores modernos. En arquitectura ha habido mucho interés en las estructuras textiles, estrechamente relacionadas con las superficies mínimas. Un ejemplo famoso es el Estadio Olímpico de Münich diseñado por Frei Otto, inspirado en superficies de jabón.
En el mundo del arte, las superficies mínimas han sido extensamente exploradas en la escultura de Robert Engman (1927– ), Robert Longhurst (1949– ), y Charles O. Perry (1929–2011), entre otros.

## Lecturas relacionadas
- Osserman, Robert (1986). A Survey of Minimal Surfaces (Second edición). Nueva York: Dover Publications, Inc. ISBN 0-486-64998-9. MR 0852409.A Survey of Minimal Surfaces (Second ed.). New York: Dover Publications, Inc. ISBN 0-486-64998-9. MR 0852409.  (Introductory text for surfaces in n-dimensions, including n=3; requires strong calculus abilities but no knowledge of differential geometry.)
- Karcher, Hermann; Polthier, Konrad (1995). «Touching Soap Films - An introduction to minimal surfaces». Consultado el 27 de diciembre de 2006."Touching Soap Films - An introduction to minimal surfaces". Retrieved December 27, 2006.  (graphical introduction to minimal surfaces and soap films.)
- Various (2000-). «EG-Models». Consultado el 28 de septiembre de 2004."EG-Models". Retrieved September 28, 2004.  Check date values in: |date= (help) (Online journal with several published models of minimal surfaces)
- Stewart Dickson (1996). «Scientific Concretization; Relevance to the Visually Impaired Student». VR in the School, Volume 1, Number 4. Consultado el 15 de abril de 2006."Scientific Concretization; Relevance to the Visually Impaired Student". VR in the School, Volume 1, Number 4. Retrieved April 15, 2006.  (Describes the discovery of Costa's surface)
- Martin Steffens and Christian Teitzel. «Grape Minimal Surface Library». Consultado el 27 de octubre de 2008."Grape Minimal Surface Library". Retrieved October 27, 2008.  (A collection of minimal surfaces)
- David Hoffman, Jim Hoffman. «Scientific Graphics Project». Archivado desde el original el 3 de julio de 2006. Consultado el 24 de abril de 2006.. Retrieved April 24, 2006.  (An collection of minimal surfaces with classical and modern examples)
- Jacek Klinowski. «Periodic Minimal Surfaces Gallery». Consultado el 2 de febrero de 2009."Periodic Minimal Surfaces Gallery". Retrieved February 2, 2009.  (An collection of minimal surfaces with classical and modern examples)
- Dierkes, Ulrich; Hildebrandt, Stefan; Sauvigny, Friedrich (2010). Minimal Surfaces. Grundlehren der Mathematischen Wissenschaften 339. With assistance and contributions by A. Küster and R. Jakob (Second edición). Heidelberg: Springer. ISBN 978-3-642-11697-1. MR 2566897. doi:10.1007/978-3-642-11698-8.Minimal Surfaces. Grundlehren der Mathematischen Wissenschaften 339. With assistance and contributions by A. Küster and R. Jakob (Second ed.). Heidelberg: Springer. doi:10.1007/978-3-642-11698-8. ISBN 978-3-642-11697-1. MR 2566897.  (Review of minimal surface theory, in particularly boundary value problems. Contains extensive references to the literature.)